# 岩生千里光
岩生千里光（学名：Senecio wightii）为菊科千里光属的植物。分布在不丹、缅甸、印度以及中国大陆的贵州、四川、云南等地，生长于海拔1,150米至3,000米的地区，多生长于池旁潮湿处、溪边以及路边，目前尚未由人工引种栽培。

## 别名
弯齿千里光（云南种子植物名录）